# Pierre Andrault
Pierre Andrault, né à Château-Larcher le 29 octobre 1767 et mort au château de Chaillé (Saint-Martin-lès-Melle) le 15 octobre 1844, est un homme politique français.

## Biographie
Pierre Andrault est le fils de Pierre Andrault, sieur de la Fougère, et de Marie Anne Chartier. Il épouse sa cousine germaine Pauline Andrault, fille de Jean-Baptiste Andrault, dit l'Américain, administrateur du département des Deux-Sèvres, et d'Anne-Louise Vallot. Il est le beau-père du préfet Auguste Morin et de Jacques Justin Thomas de Belleroche (fils de Pierre Thomas de Belleroche).
L 'un des plus riches propriétaires du département (sa fortune était évaluée à plus d'un million en immeubles), dont le logis de Saint-Romans-lès-Melle, Andrault est président du district de Melle, maire de Saint-Maurice-la-Clouère, puis de Saint-Martin-lès-Melle, et conseiller général de 1803 à 1824. Il est élu, le 13 novembre 1820, au collège de département, contre Chebron de la Roulière. Il prend place au côté gauche, et vote contre les « ultras » pendant la session qu'il passe à la Chambre. 
Un biographe parlementaire du temps lui consacrait ces lignes: « M. Andrault, élu par les électeurs privilégiés, jouit d'une grande fortune honorablement acquise et dignement employée. Le sens droit et l'esprit juste qui le distinguent l'ont naturellement porté sur les bancs ou siègent les défenseurs de nos libertés. »

## Source
- « Pierre Andrault », dans Adolphe Robert et Gaston Cougny, Dictionnaire des parlementaires français, Edgar Bourloton, 1889-1891 [détail de l’édition] [texte sur Sycomore]